# Rättvik Arena
Rättvik Arena är en bandyhall och evenemangsarena i Rättvik, Dalarna, invigd 2010.
Arenan är Dalarnas största träbyggnad och avsedd för bland annat bandy, musik och kultur. Den invigdes med musikartister som Kalle Moraeus och Ola Svensson den 13 juni 2010, även om den var färdigbyggd redan i november 2009. Ursprungligen var den planerat att tas i bruk till säsongen 2009/2010. År 2021 utvecklades arenan med fler ytor, som bollhall, gym och restaurang. Även omklädningsrummen renoverades
Arenan byggdes, finansierades och drivs av Rättvik Arena AB, där entreprenören Conny Gesar är majoritetsägare och initiativtagare tillsammans med omkring 200 andra regionala delägande företag och personer. Den är hemmaarena för IFK Rättvik Bandy.